# Doliops mindoroensis
Doliops mindoroensis es una especie de escarabajo del género Doliops, familia Cerambycidae. Fue descrita científicamente por Barševskis en 2017.
Habita en Filipinas. Los machos y las hembras pueden medir 11,9-16,1 mm. El período de vuelo de esta especie ocurre en todos los meses del año excepto en enero.